# Buket Selamat
Buket Selamat is een bestuurslaag in het regentschap Bireuen van de provincie Atjeh, Indonesië. Buket Selamat telt 169 inwoners (volkstelling 2010).